# Javier Conte
Javier Conte est un skipper argentin né le 7 septembre 1975 à Buenos Aires.

## Carrière
Javier Conte obtient une médaille de bronze olympique de voile en classe 470 aux Jeux olympiques d'été de 2000 de Sydney.